# Aphantes melanochorda
Aphantes melanochorda là một loài bướm đêm trong họ Geometridae.